# Piet Theys
Piet Theys (Sint-Genesius-Rode, 4 augustus 1927 – Brussel, 25 augustus 1974) was vanaf 1959 sportjournalist en later chef-sport bij de toenmalige BRT. Hij volgde – voor die radiozender – negenmaal de Ronde van Frankrijk en de Olympische Spelen in Mexico.
Piet behaalde in 1961 de prijs voor de beste geschreven sportreportage en de Oscar 1961 voor het beste radiowerk. Als schrijver van korte verhalen en humoristische poëzie kreeg hij ook naambekendheid. Vermoedelijk de reden om hem zitting te laten nemen in het panel van 't Is maar een woord.